# Saint-Cybardeaux
 Saint-Cybardeaux  es una población y comuna francesa, en la región de Poitou-Charentes, departamento de Charente, en el distrito de Angoulême y cantón de Rouillac.

## Demografía
| 708 | 739 | 716 | 670 | 724 | 738 |
| Para los censos de 1962 a 1999 la población legal corresponde a la población sin duplicidades (Fuente: INSEE [Consultar]) |     |     |     |     |     |